# Ynglingaätten

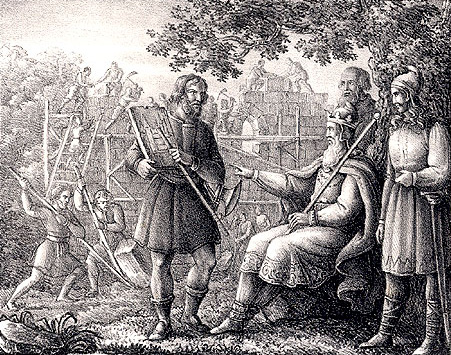
Yngve-Frej, ättens påstådda stamfader.

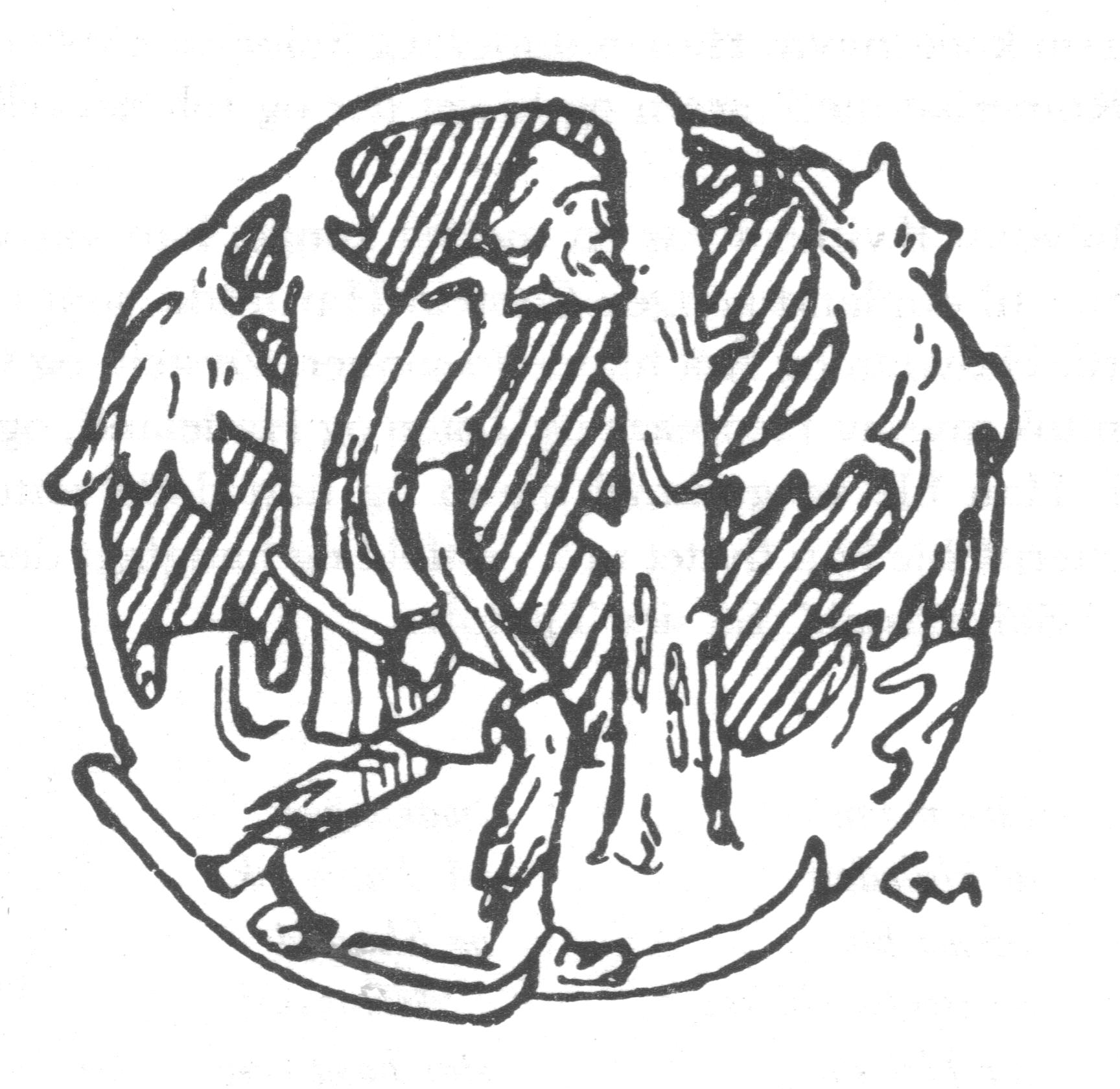
Olof Trätälja, som enligt sagan skall ha härskat i Värmland.

Ynglingaätten var enligt fornnorsk och fornisländsk sagalitteratur en kungaätt som uppges ha varit ättlingar till Yngve-Frej, det vill säga guden Frej. De påstås ha regerat i Svearnas rike i Uppsala. Den siste svenska sagokungen i Ynglingaätten var Ingjald Illråde. Efter hans fall ska vissa avkomlingar ha sökt sig till Vestfold i östra Norge, där de etablerade sig som härskare. De sägs vara förfäder till Harald Hårfager, och därmed till det förenade Norges första kungaätt. Ynglingaätten uppträder som Skilfingar i det brittiska Beowulfskvädet. 
Medan 1800-talets arkeologer och historiker använde sagomaterialet okritiskt och betraktade Ynglingaätten som reellt existerande, har den moderna källkritiska metoden inom nordisk historieskrivning gjort att flertalet nutida historiker anser att man inte kan dra några som helst slutsatser om ätten. Ynglingaätten betraktas idag som det halvhistoriska slaget av sagokungar, då vissa av personerna kan ha haft verklig bakgrund eller kan ha utgjort sammanslagningar av personer som har existerat. Att hela ättelinjen är historisk går inte att belägga. Även om några av de norska kungar som räknade sig till ätten är historiska, så kan en stor del av ättelängden vara fantasiskapelser, och berättelserna betraktas som historiskt otillförlitliga.

### Ynglingatal och Ynglingasagan
Den troligen äldsta källan till den nordiska sagalitteraturens uppgifter om ynglingaätten är hyllningsdikten Ynglingatal. Enligt Snorre Sturlasson skrevs den av Tjodulf från Hvin och tillägnades en kung Ragnvald i Norge. Även vissa av dagens forskare daterar den till 800-talet eller början av 900-talet, exempelvis Olof Sundqvist. Den norske forskaren Claus Krag tolkar den som en dikt från 1100-talet, eftersom han uppfattar antikens fyraelementslära i den, vilken inte ska ha nått Norden förrän med medeltida kristen kultur. Ynglingatalet har bevarats i tre versioner: en förteckning över kungarna i Ari Þorgilssons Isländingaboken, i fullständigare form i Snorre Sturlassons Heimskringla, där den också använts som stam kring vilken Ynglingasagan byggts, samt i en latinsk översättning i Historia Norvegiæ. 
Namnet på ätten härleds från guden Yngve-Frej. Eftersom de norska kungarna gjorde anspråk på att vara ättlingar till de gamla gudarna så räknas dessas ättelängd ända från Oden själv. och generationerna löper genom närmare 1000 år till den punkt då en ättling via Värmland utvandrar till Norge. Eftersom tiden fram till utvandringen rör personer som uppges ha regerat ett svearike skulle uppgifterna också beskriva de tidigaste kända svenska kungarna. I själva Ynglingatal så nämns inte Oden eller Yngve-Frej, utan dessa förekommer i andra versioner av ättelängden. De olika ättelängderna för Ynglingarna är inte alltid helt överens om ordningen på kungarna. 

### Beowulfskvädet
Dessutom förekommer i Beowulfskvädet tre kungar med namn som uppvisar likheter med namn på tre kungar av Ynglingaätten, vilket fick Birger Nerman att anta att dessa kungar borde kunna anses historiska. Kungaätten dessa kungar tillhörde benämns i Beowulfskvädet inte Yngligaätten utan "Skilfingar".  

### Gregorius av Tours
En person i Ynglingasagan, Hugleik, har namnlikhet med en nordisk kung som härskade kring 510-talet enligt den samtida källan Gregorius av Tours, och även med en person i Beowulf-kvädet. De tre källorna är motstridiga om vilket land han regerade över och i vilket land han dog.
De orter där framförallt de tidiga generationerna placeras av uttolkare är debatterade. På basis av de källor som finns har de identifierats som mindre orter i Uppland.

## Ättelängderna
| Beowulf 700 till 1000-talet | Ynglingatal 900-talet | Íslendingabók Tidigt 1100-tal        | Historia Norvegiæ Sent 1100-tal | Ynglingasagan Omkring 1225 | Hversu Noregr byggðist 1387 |
| --------------------------- | --------------------- | ------------------------------------ | ------------------------------- | -------------------------- | --------------------------- |
|                             |                       |                                      |                                 |                            | Bure                        |
|                             |                       |                                      |                                 |                            | Burr                        |
|                             |                       |                                      |                                 |                            | Óðinn Ásakonungr            |
|                             |                       | Yngvi Tyrkjakonungr                  | Ingui                           |                            | Freyr                       |
|                             |                       | Njörðr Svíakonungr                   | Neorth                          | Njörðr                     | Njörðr                      |
|                             |                       | Freyr                                | Froyr                           | Yngvi freyr                | Freyr                       |
|                             | Fjölnir               | Fjölnir                              | Fiolnir                         | Fjölnir                    | Fjölnir                     |
|                             | Sveigðir              | Svegðir                              | Swegthir                        | Svegðir                    | Sveigðir                    |
|                             | Vanlandi              | Vanlandi                             | Wanlanda                        | Vanlandi                   | Vanlandi                    |
|                             | Vísburr               | Visburr                              | Wisbur                          | Vísburr                    | Vísburr                     |
|                             | Dómaldi               | Dómaldr                              | Domald                          | Dómaldi                    | Dómaldi                     |
|                             | Dómarr                | Dómarr                               | Domar                           | Dómarr                     | Dómarr                      |
|                             | Dyggvi                | Dyggvi                               | Dyggui                          | Dyggvi                     | Dyggvi/Tryggvi              |
|                             | Dagr Spaka            | Dagr                                 | Dagr                            | Dagr Spaka                 | Dagr                        |
|                             | Agni                  | Alrekr                               | Alricr                          | Agni                       | Agni Skjálfarbóndi          |
|                             | Alrekr och Eiríkr     | Agni                                 | Hogni                           | Alrekr and Eiríkr          | Alrekr                      |
|                             | Yngvi och Álfr        | Yngvi                                | Ingialdr                        | Yngvi and Álfr             | Yngvi                       |
|                             | Jörundr               | Jörundr                              | Jorundr                         | Jörundr and Eiríkr         | Jörmunfróði/Jörundr         |
|                             | Aun                   | Aun inn gamli                        | Auchun                          | Aun hinn gamli             | Aunn inn gamli              |
| Ongenþeow                   | Egill                 | Egill Vendilkráka                    | Eigil Vendilcraca               | Egill Tunnudólgr           | Egill Tunnadólgr            |
| Ohthere och Onela           | Óttarr                | Óttarr                               | Ottarus                         | Óttarr Vendilkráka         | Óttarr Vendilskráka         |
| Eadgils och Eanmund         | Aðils                 | Aðísl at Uppsölum                    | Adils/Athisl                    | Aðils                      | Aðils at Uppsölum           |
|                             | Eysteinn              | Eysteinn                             | Eustein                         | Eysteinn                   | Eysteinn                    |
|                             | Yngvarr               | Yngvarr                              | Ynguar                          | Yngvarr                    | Yngvarr inn hári            |
|                             | Önundr                | Braut-Önundr                         | Broutonundr                     | Brautönundr                | Braut-Önundr                |
|                             | Ingjaldr              | Ingjaldr inn illráði                 | Ingialdr                        | Ingjaldr hinn illráði      | Ingjaldr inn illráði        |
|                             | Óláfr                 | Óláfr trételgja                      | Olavus tretelgia                | Óláfr trételgja            | Ólafr trételgja             |
|                             | Hálfdan               | Hálfdan hvítbeinn Upplendingakonungr | Halfdan hwitbein                | Hálfdan hvítbeinn          | Hálfdan hvítbeinn           |
|                             | Eysteinn              |                                      | Eustein                         | Eysteinn                   | Eysteinn                    |
|                             | Hálfdan               |                                      | Halfdan                         | Hálfdan hinn mildi         | Hálfdan inn mildi           |
|                             | Guðröðr               | Goðröðr                              | Guthrodr                        | Guðröðr veiðikonungr       | Guðröðr veiðikonungr        |
|                             | Ólafr                 | Óláfr                                | Halfdan Niger                   | Ólafr                      | Hálfdan svarti              |
|                             | Rögnvaldr             | Helgi                                | Haraldus                        | Rögnvaldr heiðum hæra      | Haraldr inn hárfagri        |

## Från Uppsala till Norge
De isländska sagorna är mycket tydliga med att ätten hade sitt ursprung i Gamla Uppsala och förtäljer på ett flertal ställen i till exempel Heimskringla att man behövde åka in i Mälaren för att komma till dem, samt att de bodde i Tiundaland, innan Olof Trätälja utvandrade till Värmland. Ätten nämns också i Saxo Grammaticus' Gesta Danorum som Frejs söner (kämpen Starkad kom till Uppsala där Frejs söner residerade, bok 6) och som Frejs ätt (inför Slaget vid Bråvalla samlades flera av Sigurd Rings fränder ur Frejs ätt, bok 8). Den norska grenen av ätten skall ha haft sitt säte i Vestfold .

## Skilfingar eller Yngre ynglingaätten
Skilfingarna omnämns i kvädet Beowulf, med sitt ursprung från omkring 700-talet, med något stoff möjligen från 500-talet, och med sin slutliga form från omkring år 1000. Den isländske historikern, skalden och mytografen Snorre Sturlasson ansåg att skilfingarna härskade "i österled", alltså Sverige, men härledde namnet till en påhittad "sjökonung" Skelfir.
Den förste skilfingakungen Agne, förknippades i traditionen med ett "skjalf" som skulle ha blivit hans död. Det är Tjodolf Hvinverske i Ynglingatal som gjort en person Skjalf, som medverkade till att Agne blev hängd.
Snorre Sturlasson menar dessutom att Skjalf skulle ha varit finnkungen Frostes dotter, vilken bortrövats av Agne under ett härtåg och som låtit mörda denne på färden in genom Mälaren, "på östsidan av Törnen, väster om Stocksund".
Med en härledning i förnamnen hos Skilfingakungarna, som samtliga börjar med vokal; Agne, Alrik, Erik, Alf, Yngve, Ochilaik, Eorund, Ane, Egil, Ottar, Adils, Östen, Ingvar, Anund och Ingjald, har bland annat Birger Nerman menat att namnen är bildade enligt den under folkvandringstiden på kontinenten normala variationsprincipen av vissa förled i kombination med vissa fasta efterled. Dock får man anta att det är vanskligt att datera namn med utgångspunkt i att de börjar på vokaler; kännetecknade för Nerman var också hans starka tilltro till den nordiska sagolitteraturens värde som källskrift, sagor vars källvärde som historiska dokument idag starkt kan ifrågasättas. Den moderna historieforskningen använder inte uppgifterna om ynglingaätten som källor till Sveriges historia.

## Fakta, sägen, och gråzonen däremellan

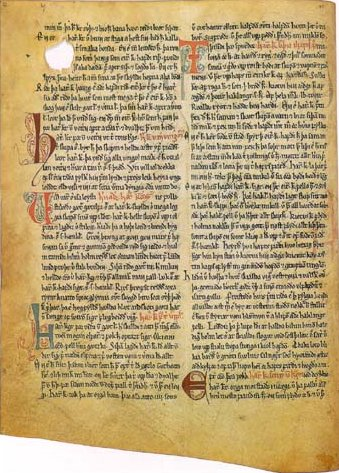
En sida ur Heimskringla, som bland annat berättar om Ynglingarna.

Synen på vilka av gestalterna i Ynglingasagan som är att betrakta som historiska har varierat kraftigt över tiden. Fram till mitten av 1600-talet var de isländska källorna okända på fastlandet, och de regentlängder som nedtecknades före denna tid kan avvika kraftigt från de isländska uppgifterna.

### Andra källor
Den tidigaste källan till kungar i nuvarande Sverige är Rimberts Vita Anskarii, som behandlar missionären Ansgars resor till vad som identifierats med Birka i Mälaren, där han vid två tillfällen tas emot av två olika kungar.
En del av personerna i Ynglingatals ättelängd nämns av bland annat Saxo Grammaticus; så till exempel Oden. De uppgifter som var kända av ynglingaätten verkar ha tagits som fakta i kristen historieskrivning från 1100-talet, och de betraktades som historiska gestalter åtminstone från dess.
Från svenskt område finns flera regentlängder, vilka sinsemellan är oförenliga. Gamla svenska krönikan eller Prosaiska krönikan från 1400-talet angav en kungalängd, som tidstypiskt anknöts till Gamla testamentet, och Olaus Petri – som avvisade göticismen – en annan, vilken inte behagade någon och därför trycktes första gången på 1800-talet som en antikvitetisk kuriosa. En konkurrerande regentlängd återfanns senare i den götiska historietraditionen som grundade sig på Johannes Magnus Historien om alla götars och svears konungar (1539). På grund av det senare verket, antog Erik XIV felaktigt nummer 14 som regentnummer, vilket alltså inte motsvarar uppgifter från Ynglingaättens huvudsakliga källor, fastän Johannes Magnus regentlängd till en liten del bygger på Saxo Grammaticus sporadiska uppgifter i ämnet. 
Islänningasagorna kom till skandinavers kännedom först efter att Codex regius upptäckts 1643 av den isländske biskopen Brynjolf Sveinsson, och först under 1800-talet kom Eddorna till allmän kännedom. Första gången Heimskringla utkom i Sverige var 1697, av Johan Peringskiöld, och versionen innehöll den fornnordiska texten, och latinsk och svensk översättning.

### Euhemerism
Saxo Grammaticus beskriver Oden (Othinus) som en jordisk person som hade inbillat hela Europa att han var en gud, och sedan slog sig ned i Uppsala. Snorre anför liknande uppgifter såväl i Ynglingasagan som i Eddan.
Detta följer den kristna strategin att förminska Oden till en vanlig människa. De kristna krönikörerna i anglo-saxiska England omkring 800 beskrev i samma anda alla de fem hedniska kungliga husen (Northumbria, Anglia, Mercia, Sussex, Kent) i England som Odens avkomma.
Ynglingasagans uppgifter om ynglingaätten upptogs av Olof Rudbeck den äldre i dennes beryktade Atlantica, där han liksom Johannes Magnus fortsatte Odens ursprung, via Magog och Noak, ända ned till Adam och Eva. Därmed fick Oden en självklar plats i göticismen som förfader till förmenta eller verkliga ättlingar till ynglingarna. 
Under lång tid därefter var forskare huvudsakligen intresserade av Odens ursprung, som ju påstods ha varit från Asien. En konkurrerande teori till göticismen presenterades av Sven Lagerbring, som hävdade att Oden hade kommit från Turkiet och att svenska språket därför var ett turkiskt språk. Lagerbring menade att Yngve-Frej var samma person som en viss Yngquei-mi, som enligt honom skall förekomma i Kinas historieskrivning omkring år 60 f.Kr. Det Sverige som Oden skall ha kommit till var enligt Lagerbring bebott av finnar, en åsikt med beröringspunkter med bland andra Johan Ihres och dennes lärjunge Carl Gustaf Nordins; dessa menade att det i stället var samer som ju talar ett finsk-ugriskt språk. De båda senare var emellertid några av de första svenskar att ifrågasätta Ynglingakällornas trovärdighet: Nordin underkände bland annat Ansgars, Rimberts och Saxo Grammaticus uppgifter, Ihre var uttryckligen kritisk till Ynglingatals sanningshalt, eftersom han menade att niohundra års regenter inte kan ha memorerats fram till Tjodolf av Hvins tid. Även Ihre var emellertid av den uppfattningen att Oden var en historisk person, som fört hit det nordiska språket, som skulle skilja sig från övriga germanska språk genom uppblandning med samiskan.
Att Oden var en faktisk person som invandrat från Asien, oavsett om han senare förklarades som gud eller ej, togs allmänt som fakta fram till romantiken och Erik Gustaf Geijers tid, och Geijer resonerade i Svea Rikes häfder (1825) för att svearna – men inte götarna – var Odins folk. Euhemerismen var dock vid slutet av 1800-talet en helt övergiven teori. Något senare införde Lauritz Weibull och Curt Weibull  den strängare källkritiken, vilket ledde till att förhållningssättet till de skriftliga källorna om Ynglingaätten blev i tilltagande grad skeptiskt, och i viss mån anslutit sig till ett totalt avvisande. Ett anmärkningsvärt undantag till denna allmänt omfamnade uppfattning, är Thor Heyerdahl, som i sitt sista verk, Jakten på Odin (2001), testade påståendet att Oden var en historisk person som invandrat från Asien, men hans teori har vunnit få eller inga anhängare bland fackmän. Det anses troligare att Odens asiatiska ursprung troligare härstammar från folkvandringstida jämförelser mellan Oden och Atilla.

### Arkeologiska undersökningar

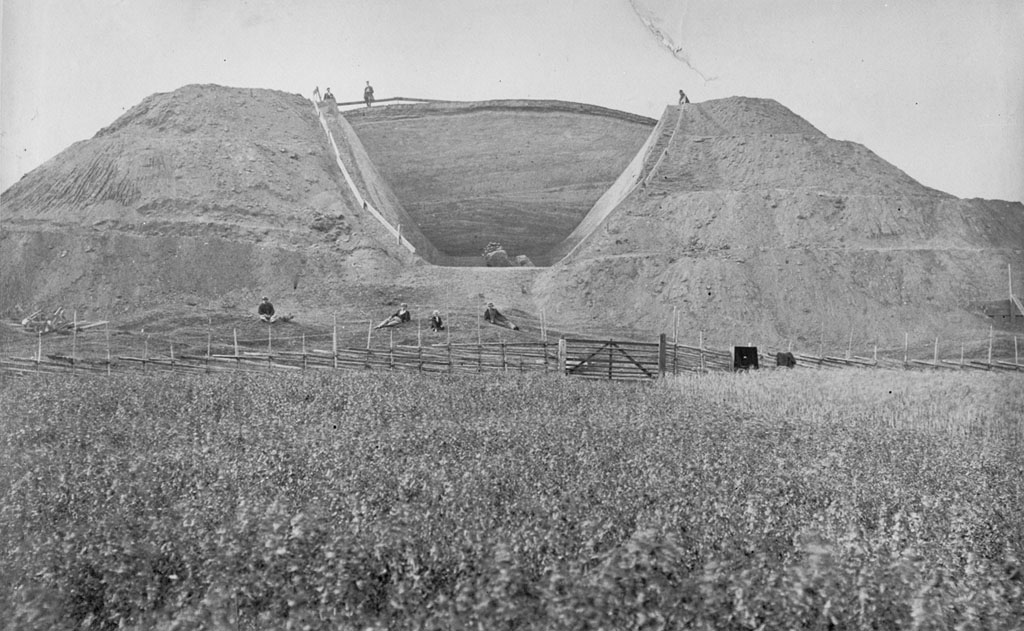
Bild från utgrävningen 1874 av västhögen i Gamla Uppsala.

Med stöd av utgrävningar av så kallade kungshögar, menade forskare under 1800- och tidiga 1900-talet att det gick att belägga vissa uppgifter om Ynglingaätten. Så till exempel efter Bror Emil Hildebrands utgrävning 1846, och en senare utförd 1874, av Uppsala högar, vilka arkeologen Birger Nerman menade innehålla kvarlevorna av Aun, Egil och Adils; han styrkte sin tes med hjälp av uppgifter i Ynglingasaga. Även flera andra storhögar betraktades förr allmänt som gravar till namngivna medlemmar av Ynglingaätten,
medan samtida arkeologi lämnar frågan öppen, och vanligen hänskjuter frågan om Ynglingarnas historicitet till andra sidan om det vetbaras gränser. Ynglingarna nämns sällan längre annat än anekdotiskt i anslutning till dessa kungsgravar, och Riksantikvarieämbetet fastslår att vi inte vet vilka som blivit begravda där.

### Synen idag
Om hela Ynglingaätten vore historiskt säkerställd hade den svenska regentlängden sträckt sig mycket långt tillbaka i tiden. Kungliga hovstaterna anger dock Erik Segersäll (omkring 945–995) som den förste historiskt säkerställde kungen av Sverige. Den norska regentlängden börjar enligt Norges kungahus med Harald Hårfager (omkring 850–933), som enade riket genom att samla flera småkungadömen under sig. Dessa regentlängder utesluter dock inte att några av Ynglingarna är historiska personer.
Om några, och i så fall vilka, av Ynglingarna som är historiska är en omtvistad fråga. Ottar Vendelkråka och Adils brukar ibland betraktas som historiska, även om detta uttrycks med stor försiktighet, och ofta beskrivs dessas historicitet som mycket osäker.
Argumentet för att Ottar och Adils är historiska personer är att de skriftliga källorna, Beowulfskvädet och Ynglingatal, har tillkommit oberoende av varandra och uppger samma uppgifter om dessa ättemedlemmar. Därför är dateringen av i synnerhet Ynglingatal viktig: om Ynglingatal inte är från början av 900-talet är det tänkbart att den tagit namnen på dessa kungar från just Beowulfskvädet. Den norske forskaren Claus Krag framförde 1991 en teori om att Ynglingatal var en förfalskning från 1100-talet, vilket till en början fick brett erkännande. Senare forskare har dock visat på fakta som talar för att den är autentisk, och idag anses Ynglingatal troligen vara från 900-talet.